# Hibbertia pachyrrhiza
Hibbertia pachyrrhiza är en tvåhjärtbladig växtart som beskrevs av Ernst Gottlieb von Steudel. Hibbertia pachyrrhiza ingår i släktet Hibbertia och familjen Dilleniaceae. Inga underarter finns listade i Catalogue of Life.